# Jean-Jacques Gillot
Pour les articles homonymes, voir Gillot.
Jean-Jacques Gillot, né le 11 août 1952 à La Douze (Dordogne), est un essayiste et historien français du Périgord.

## Biographie
Jean-Jacques Gillot est le fils aîné d'un ancien marin de la France libre à moins de dix-sept ans. Après ses études secondaires au lycée Bertran-de-Born, à Périgueux, et son service militaire, il est devenu maître en droit, diplômé de l'Institut d'études politiques de Bordeaux, docteur en histoire contemporaine, officier de réserve des Transmissions et du Chiffre et auditeur d’une session régionale de l'Institut des hautes études de la défense nationale. Pendant plus de vingt-cinq ans il a été membre productif de la Société historique et archéologique du Périgord qu'il a quittée au début de 2021.[réf. nécessaire]
Cadre puis cadre supérieur de La Poste, ayant notamment exercé les fonctions d'adjoint du directeur en Périgord-Noir et plusieurs directions d'établissements opérationnels de cette entreprise, ses rencontres avec Albert Mabileau et Pierre Sadran, successifs directeurs de de l'Institut d'études politiques de Bordeaux, l'historien et éditeur Jacques Lagrange, les professeurs universitaires Stéphane Courtois et Jean-Marc Berlière l'ont encouragé à entamer et à poursuivre ses recherches. Après plusieurs ouvrages personnels ou collectifs, il a aussi co-dirigé un collectif de vingt chercheurs avec l'agrégé et docteur en histoire Gilbert Beaubatie.[réf. nécessaire]
Pour France Inter et Antenne 2 puis avec la LICRA, il a effectué plusieurs séjours en Pologne. Il a fait inviter les journalistes Rémy Fière  et Richard Seiler ainsi que les historiens Jean-Marc Berlière et Luc Rudolph à la Société historique et archéologique du Périgord. Lui-même a été convié par Les Amis du Blanc (Indre) et à Strasbourg par Marcel Spisser, président de l'association Mémoire Alsace-Moselle en mars 2017 pour évoquer les Alsaciens résistants en Périgord.  
Pendant six ans, Jean-Jacques Gillot a été le secrétaire de l'association Les Amis de La Douze - Los Amics de La Dosa. En 2014, il est devenu membre fondateur de l'association pour une Histoire scientifique et critique de l'Occupation (HSCO) présidée par Jean-Michel Adenot et parrainée par le professeur émérite d'université Jean-Marc Berlière qui, à l'égal de Stéphane Courtois, a deux fois préfacé des ouvrages de sa part. 
En 2007, après un mémoire de sciences politiques, il avait soutenu une thèse de doctorat en histoire contemporaine à l'université de Bordeaux, consacrée au Parti communiste français en Périgord de 1917 à 1958.

## Publications
- L’Épuration en Dordogne selon Doublemètre (avec Jacques Lagrange, Pilote 24, Périgueux, 2002). Réédition augmentée parue en 2018 aux éditions de l'Îlot.
- Le Partage des milliards de la Résistance (avec Jacques Lagrange, Pilote 24, Périgueux, 2004).
- Les Communistes et le parti communiste français en Périgord (1917-1958). Essai monographique d'histoire politique et sociale contemporaine, université de Bordeaux III, 2007 (huit tomes).
- Les Communistes en Périgord, 1917-1958 (version grand public de sa thèse, préface de Stéphane Courtois, directeur de recherches au CNRS, Pilote 24, Périgueux, 2007).
- Résistants du Périgord. 1.500 notices inédites et illustrées (avec Michel Maureau, préface de Gérard Fayolle, Sud-Ouest, Bordeaux, 2011).
- Les Mystères du Périgord (avec Pascal Audoux, de Borée, Paris, août 2011).
- Chroniques des années de guerre en Périgord, 1939-1945 (préface de Jean-Marc Berlière, de Borée, Paris, 2013).
- Le Périgord d'une guerre mondiale à l'autre (co-direction et contribution avec Gilbert Beaubatie), vingt-deux auteurs, préface de Stéphane Courtois, Geste éditions, octobre 2015).
- On l'appelait "Doublemètre". Mercenaire de l'épuration en Périgord, homme des arts à Paris (préface de Jean-Marc Berlère, L'Îlot, mai 2018).
- Le Partage des milliards de la Résistance. L'attaque du train de Neuvic-sur-l'Isle (préface de Jean-Michal Adenot, L'ïlot 2022).
- Los Embarbelats. Plus d'un millier de prisonniers de guerre parmi beaucoup d'autres. Périgord, 1939-1945 (avec la contribution de Francis-André Boddart et de Guy-Francis Lachapelle du Bois, ouvrage illustré par le peintre Jean-Michel Linfort, préface du professeur d'université Christian Bonnet, édition à compte d'auteurs, décembre 2019).
- Série de cinq tomes inédite, illustrée et commentée, intitulée Les Oubliés de l'Histoire avec F.A. Boddart, G.F. Lachapelle du Bois et Martine Pinaud (éditions leslivres del'ilot). L'addendum final est parue au printemps 2025 à l'occasion du 80e anniversaire de la fin de la guerre en Europe et de la libération des camps.
- En préparation, une publication augmentée de Résistants du Périgord.